# Бареса
Барѐса (на италиански: Baressa; на сардински: Aressa, Ареса) е село и община в Южна Италия, провинция Ористано, автономен регион и остров Сардиния. Разположено е на 165 m надморска височина. Населението на общината е 747 души (към 2010 г.).